# Правый Сарам
Правый Сарам — опустевший населённый пункт (участок) в Заларинском районе Иркутской области. Входит в Хор-Тагнинское муниципальное образование.

## География
Находится примерно в 71 км к юго-западу от районного центра — пгт Залари.
В 5 километрах от населённого пункта располагается урочище Подтобан (от названия горы Тобан (Дабан)). В результате действия тёплых воздушных потоков, называемых местными жителями «жибогар», температура воздуха в районе урочища на 7-10 градусов выше, чем на соседних территориях.

## История
Переписью населения СССР 1926 года отмечен кордон Сарам с населением 4 человека (3 мужчины и 1 женщина).
Участок Правый Сарам как самостоятельный населённый пункт был основан в 1937 году в связи с образованием лесозаготовительной базы. Там были построены два барака для лесозаготовителей и охотников-промысловиков.
На 1950 год в Правом Сараме насчитывалось 4 дома и 2 барака.
18 июля 1984 года на Оке произошло сильное наводнение, в результате чего населённый пункт был практически полностью уничтожен. Впоследствии участок Правый Сарам окончательно опустел.

## Население
| 2002 | 2010 | 2011 | 2012 |
| ---- | ---- | ---- | ---- |
| 0    | →0   | →0   | →0   |